# Karlbergs-Bro koloniförening

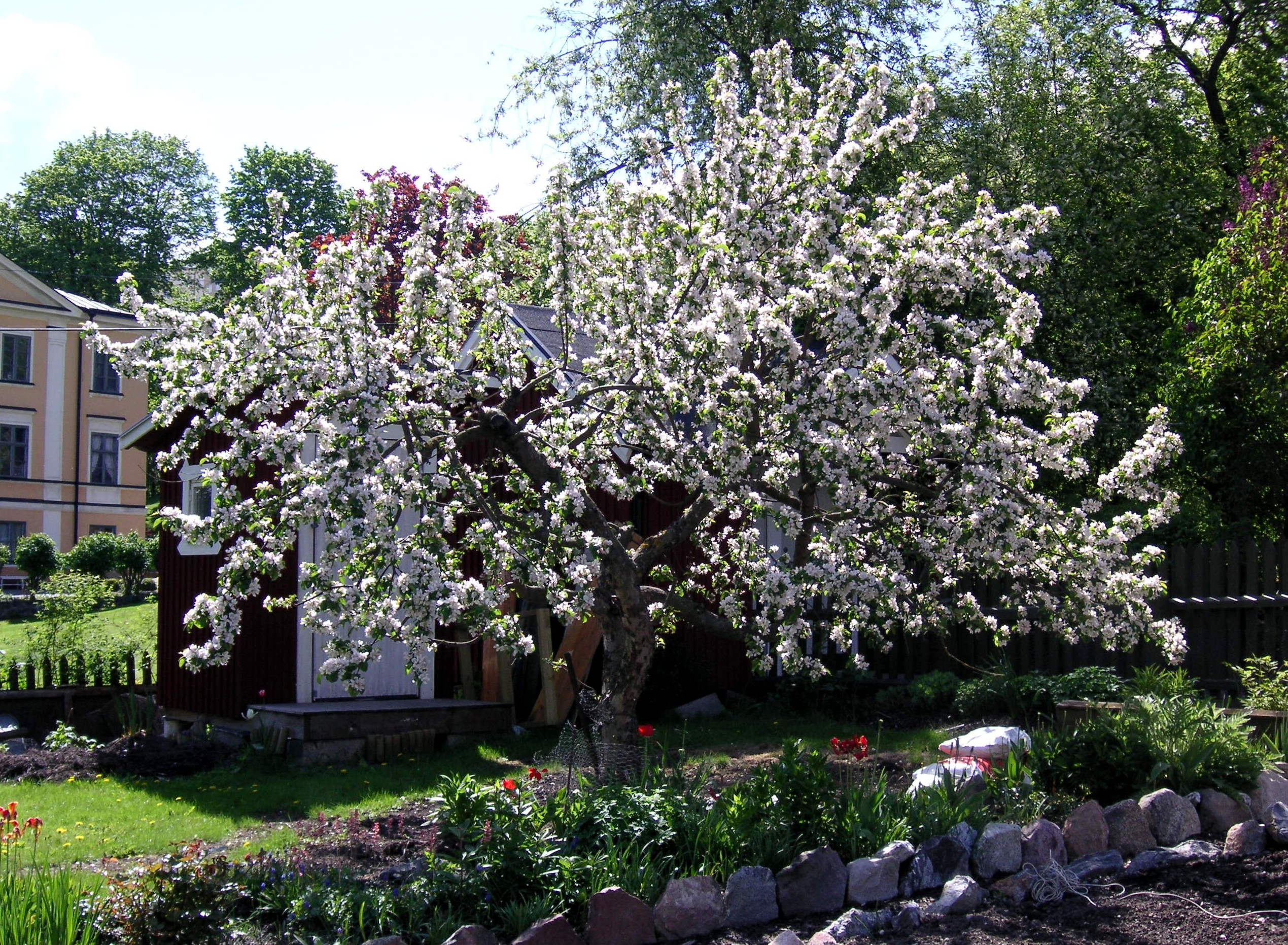
Karlbergs-Bro koloniförening på våren 2006

Karlbergs-Bro koloniförening  är en koloniträdgård på Kungsholmen i Stockholm med läge norr om Stadshagen och söder om Karlbergskanalen. Föreningen grundades 1909 och tillhör därmed till de äldsta fortfarande existerande koloniträdgårdar i Stockholm. Karlbergs-Bro koloniförening är numera den enda kvarvarande koloniträdgården på Kungsholmen.

## Historik
Kolonirörelsen i Stockholm kom igång på ett organiserat sätt år 1905. Initiativtagaren var Anna Lindhagen som hade sett koloniträdgårdar i Köpenhamn 1903. Åter i Stockholm upptäckte hon att det redan fanns trevande försök med koloniträdgårdar på bland annat Kungsholmen och Södermalm. Där hade några privatpersoner hyrt mindre markbitar för att odla först och främst nyttoväxter som rotfrukter och grönsaker. Bland de första kolonierna som Lindhagen lät anlägga år 1905 var Stadshagen på Kungsholmen, som hade cirka 25 lotter och lades ner 1925.

## Karlbergs-Bro Koloniförening
Karlbergs-Bro Koloniförening grundades år 1909 av Föreningen trädgårdskolonin Hornsberg. Det var en självständig kooperativ förening som i motsats till många andra nybildade koloniföreningar inte löd under Föreningen koloniträdgårdar i Stockholm. Marken arrenderades av Stockholms stad och var tidigare avsedd för Hornsbergs villastad, den sammanlagda arealen var på 4 100 m². Namnet ändrades senare till Föreningen Koloniträdgårdar vid Karlbergs-Bro.
År 1934 anges i ett dokument att detta år hade kolonin 18 lotter, varav 16 var bebyggda. Högsta tillåtna yta för stugorna uppgavs vara 14 m². År 1949 undantogs området närmast Karlbergskanalen som motsvarande 650 m². Idag finns här 27 lotter och alla är bebyggda.

## Bilder

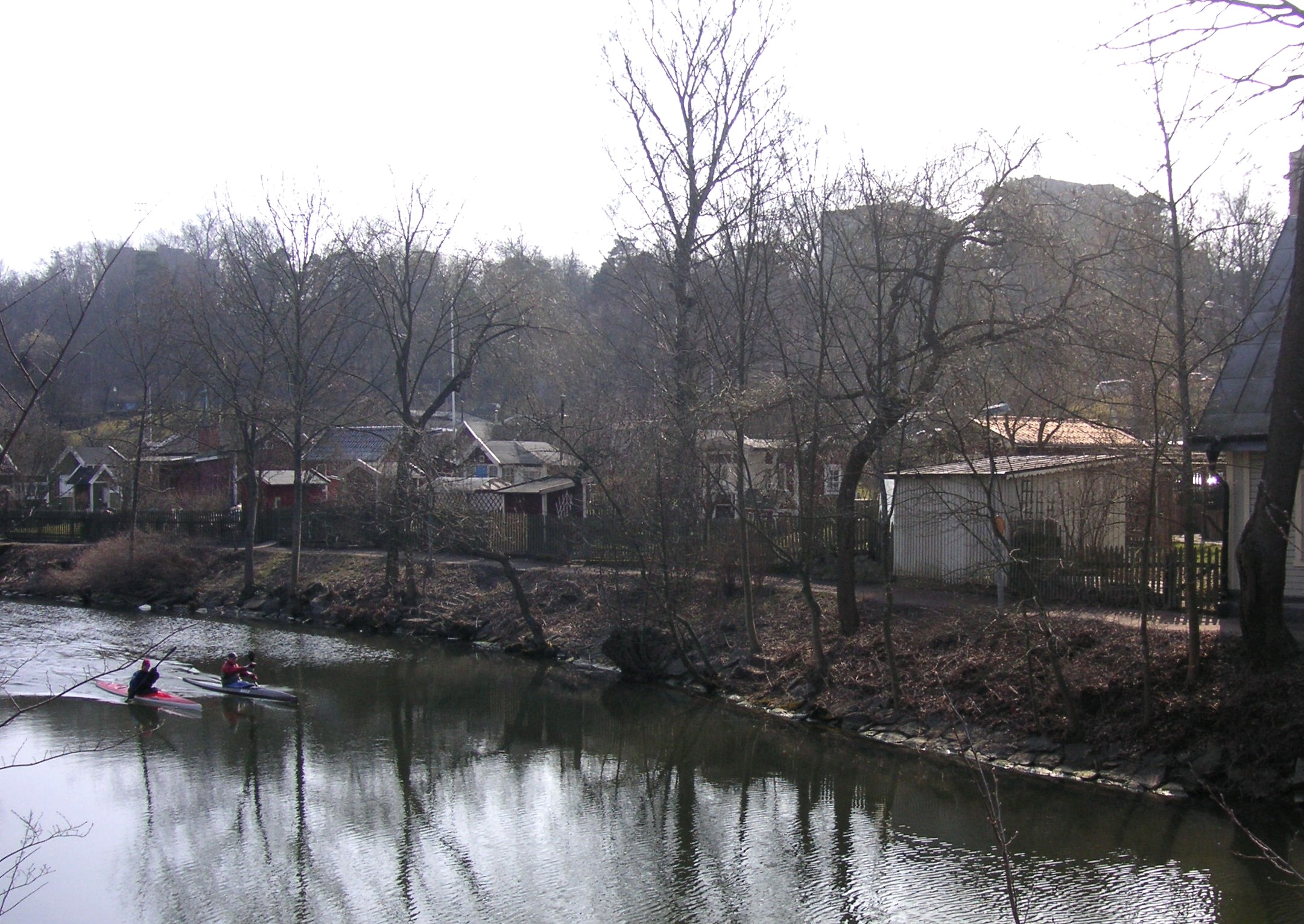
Vår
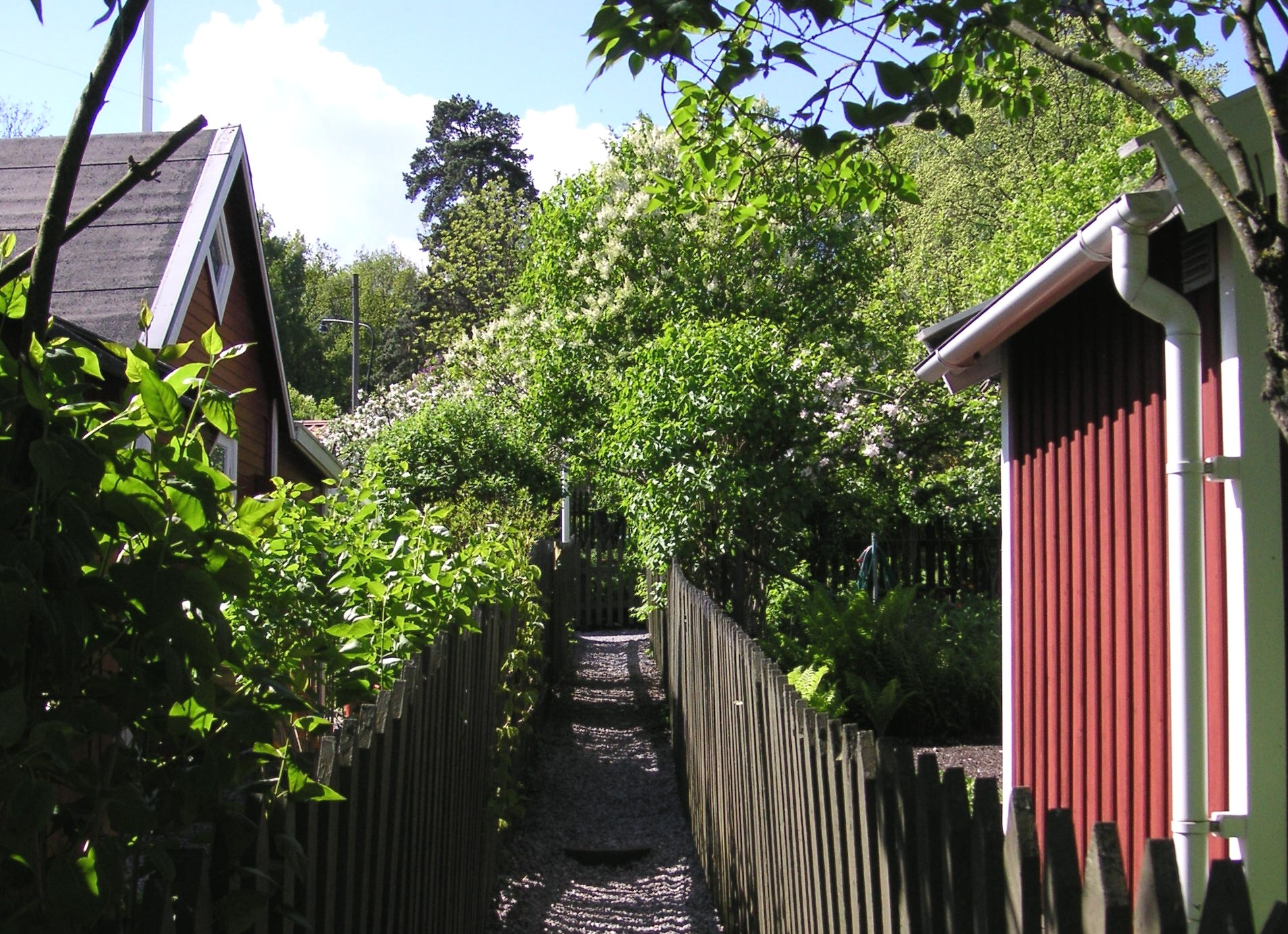
Sommar
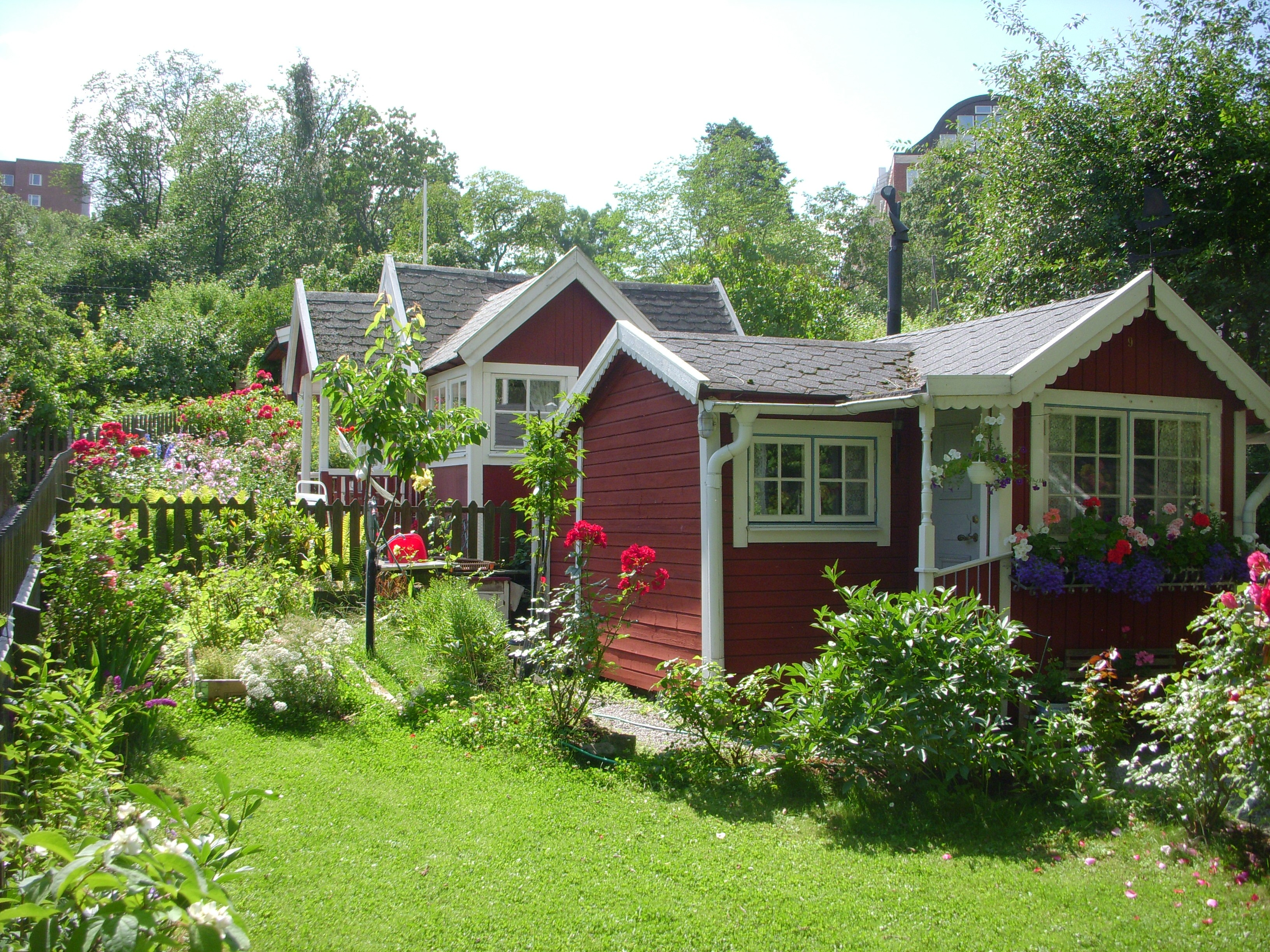
Sommar
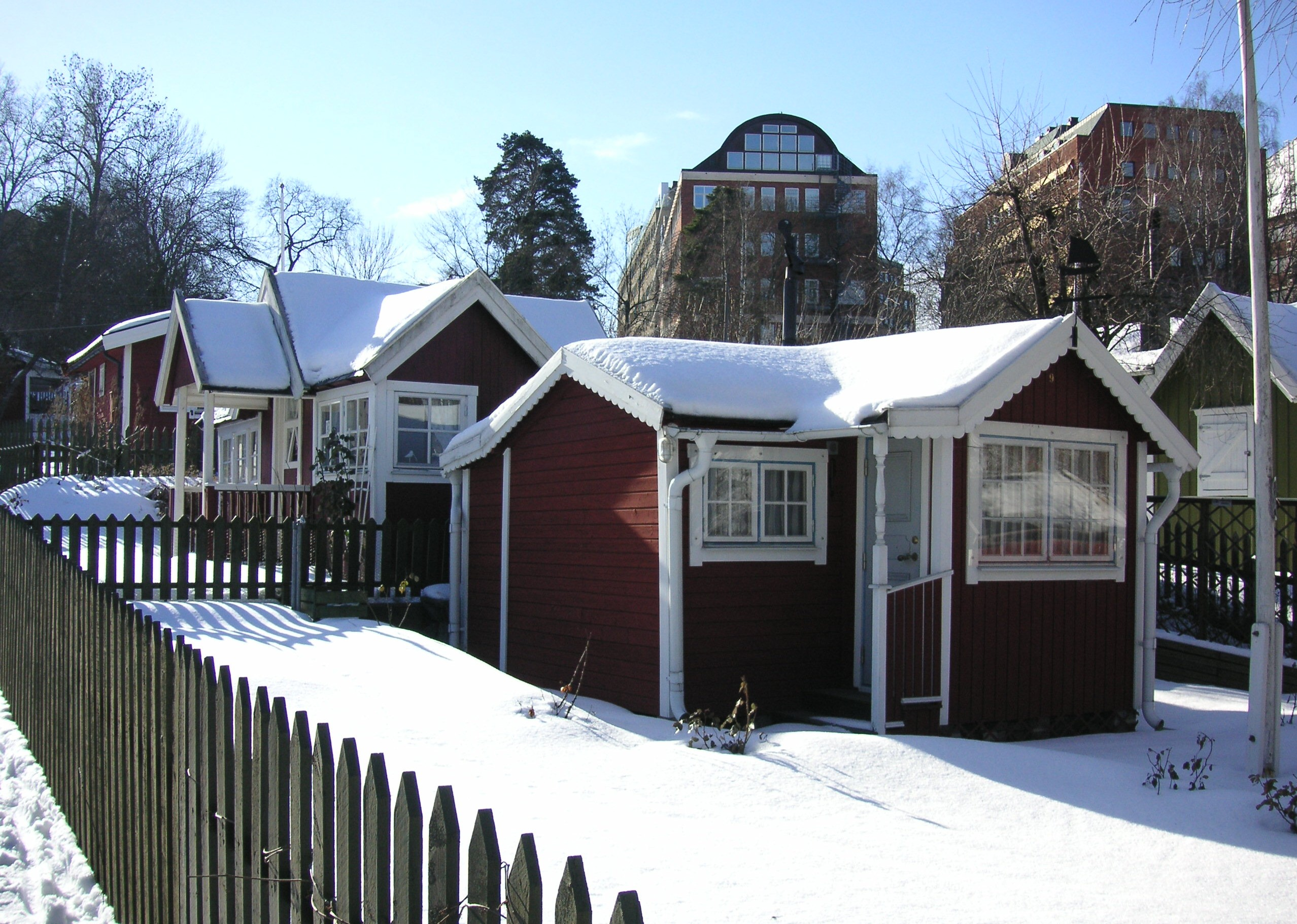
Vinter